# Tinoco (futebolista)
Alfredo Alves Tinoco  mais conhecido como Tinoco, (Rio de Janeiro, 2 de dezembro de 1904 — Rio de Janeiro, 4 de julho de 1975), foi um futebolista brasileiro que atuou como meia.

## Carreira
Iniciou e terminou a sua carreira futebolista atuando como atleta profissional defendendo apenas um clube em toda a sua vida, o Vasco da Gama. Jogou pela Seleção Brasileira, na Copa do Mundo de 1934. Atuou em uma partida válida pela Copa do Mundo de 1934, na derrota da seleção brasileira para a Espanha nas oitavas-de-final por 3x1.
No Vasco formou famosa linha média com Fausto e Mola. Segundo o jornalista Mário Filho, o Tinoco jogava duro e quando batia saía com sorrisinho, mas tinha técnica.

## Títulos
Vasco da Gama
- Campeonato Carioca: 1929 e 1934[2]
- Torneio Início do Rio de Janeiro: 1929, 1930, 1931 e 1932
- Taça Alberto Baccarat (SP)[6]:  1928
- Copa Myrurgia (Espanha)[7]: 1931
- Taça Monroe [8] [9]: 1930 e 1931
- Taça Moacyr de Queirós[10]: 1930